# Juan Carlos Mestre
Juan Carlos Mestre (Villafranca del Bierzo, Lleó, Espanya, 15 d'abril de 1957) és un poeta, gravador i assagista espanyol. Va ser guardonat amb Premi Nacional de Poesia (2009) per la seva obra La casa roja.

## Poemaris
- Siete poemas escritos junto a la lluvia, Colección Amarilis, Barcelona, 1982.
- La visita de Safo. Colección Provincia, León, 1983.
- Antífona del Otoño en el Valle del Bierzo, Colección Adonais. Ediciones Rialp, Madrid, 1986. Premio Adonais, 1985. Reeditado en 2003 por Calambur Editorial, Madrid.
- Las páginas del fuego, Cuadernos de Movilización Literaria. Ediciones Letra Nueva, Concepción, Xile, 1987.
- Antología general de Adonais (1969-1989). Luis Jiménez Martos. Rialp, Madrid, 1989.
- El Arca de los Dones, Imprenta Sur, Edición de Rafael Pérez Estrada. Málaga, 1992.
- Los Cuerpos del Paraíso, Llibres del Phalarthao, edición de Alain Moreau con grabados de Víctor Ramírez, Barcelona, 1992.
- La poesía ha caído en desgracia, Colección Visor de Poesía. Madrid, 1992. (Premio Jaime Gil de Biedma, 1992)
- Poemas del claustro, Ayuntamiento de León, 1992.
- Medio siglo de Adonais. José Luis Cano. Ediciones Rialp, Madrid, 1993.
- Hispanística: Indian journal of Spanish and Latin, Volumen 2, Número 2, 1994.
- La mujer abstracta, Ediciones de Poesía El Gato Gris. Valladolid, 1996.
- Antología de poesía española: (1975-1995). José Enrique Martínez. Castalia, Madrid, 1997.
- La tumba de Keats, Hiperión. Madrid, 1999. (Premio Jaén de Poesía, 1999). Reeditado por Lunwerg, S.L. en 2004 y en 2007 por Hiperión. Existe una versión gráfica del propio autor titulada Cuaderno de Roma. Ayuntamiento de Málaga, 2005.
- La voz, las voces. Ayuntamiento de Montilla, 2000.
- El adepto, Luis Burgos Arte del siglo XX, 2005. Obra gráfico de Bruno Ceccobelli.
- Las estrellas para quien las trabaja. Lucerna, Colección Cuadernos de La Borrachería, Zamora, 2001. Reeditado en 2007 por Ediciones Leonesas, S.A.. León 2007.
- El universo está en la noche. Editorial Casariego. Madrid, 2006.
- Contra toda leyenda. Escuela de Arte de Mérida, 2007. Dibujos de Rafael Pérez Estrada.
- Tarjeta de visita. (Liminar de Javier Pérez Walias). Universidad Laboral, Cáceres, 2007.
- La casa roja. Calambur Editorial (poesía, n.º 85), Madrid, 2008.
- Elogio de la palabra (Antología). Casa de Poesía/EUCR, San José, Costa Rica, 2009.
- La visita de Safo y otros poemas para despedir a Lennon. Calambur editorial, 2012.
- La bicicleta del panadero. Calambur Editorial, 2012.
- Un poema no es una misa cantada, edición de Carlos Ordóñez, Lustra Editores, Lima, Perú, 2013.

## Assaig
- Teatros del Siglo de Oro: corrales y coliseos en la Península Ibérica. Volumen 6 de Cuadernos de teatro clásico Autores: José María Díez Borque, José M. Ruano de la Haza, Juan Carlos Mestre

Compañía Nacional de Teatro Clásico, 1991.
N.º de páginas	315 páginas
- A Pablo Neruda. Ayuntamiento de León, 1996.
- Elogio de la palabra. Ayuntamiento de Ponferrada, 1993.
- Lucena de las tres culturas. Ayuntamiento de Lucena, 1993.
- Notas sobre la condición del otro en un poema de José Hierro". Espacio Hierro. Medio Siglo de Creación Poética de José Hierro, Vol. II. Fundación Marcelino Botín y Universidad de Cantabria. 2001.
- La musa funámbula. La poesía española entre 1980 y 2005 Rafael Morales Barba. Huerga y Fierro Editores, Madrid, 2008.
- Historia y crítica de la literatura española, Volumen 9 Francisco Rico. 2000.